# 120. Aktion
Die 120. Aktion (Das 2-Tages-Spiel) war eine Performance des Aktionskünstlers Hermann Nitsch, inszeniert am 1. und 2. Juli 2004 in seinem Schloss Prinzendorf in Niederösterreich. Die Aktion begann am Samstag, dem 1. Juli, um Mitternacht und endete mit dem Sonnenuntergang am Sonntag, dem 2. Juli.
Herman Nitsch inszenierte die Performance als „Bühnenweihefestspiele“ und als Ersatz für die Aufführung der Oper Parsifal in der Wiener Staatsoper. Für diese war ihm zunächst die Regieführung versprochen, dann aber per „Ausladung“ wieder entzogen worden.
Bei der „120. Aktion“ inszenierte er das Parsifal-Thema als Orgien-Mysterien-Theater, einer von ihm erfundenen Mischung aus Konzert, Theater, Performance, Weinverkostung, Selbsterfahrungskurs und Malaktion.

## Die Aktion
Ein frisch geschlachteter Stier, fünf Schweine und 600 Liter Blut dienten u. a. als Material zur Darstellung einer Art Gralserzählung: Zu einer bedrohlich klingenden Klangkulisse von Blas- und Streichinstrumenten führten rund 100 Darsteller ab Samstag Mitternacht Kreuzigungs-, Speerungs- sowie Ausnehmaktionen durch.
Aufgespreizte Tierkörper wurden mit Gedärmen und Innereien gestopft und mit Wasser, Blut und Schleim übergossen. An Akteure, die an Kreuze gefesselt und denen die Augen verbunden waren, wurden Tierkadaver gebunden. Mit überdimensionalen Speeren wurde in die Tierkörper gestochen. Hermann Nitsch begreift dieses Schauspiel als „Opfer für die Blutschuld des Daseins“, um durch das Ausweiden und Kreuzigen toter Tierkörper sowie das Schütten von Tierblut auf schneeweiße Laken zum Klang von Kirchenglocken die Passion Christi aufzuzeigen.
Die Darsteller hatten vor dem Spektakel eine Woche lang geprobt.
Hermann Nitsch wich diesmal Protesten von Tierschützern aus, indem er von vornherein (im Gegensatz zum „6-Tages-Spiel“ 1998) auf Tierschlachtungen vor Publikum verzichtete.

## Beteiligte Personen
- Künstlerischer Leiter: Hermann Nitsch
- Regie: Frank Gassner, Leo Kopp, Otmar Rychlik, Leopold Schuster, Rainer Juranek, Michael Hüttler
- Assistenz: Giuseppe Zevola
- Aktionsleiter: Frank Gassner, Leo Kopp
- Dirigent: Andrea Cusumano
- Blaskapelle: „Venkovanka“
- Elektronische Musik: Andreas Weixler, Se-Lien Chuang
- Fotograf: Heinz Cibulka
- Filmaufnahmen: Peter Kasperak (Cosmos Factory Filmproduktion GmbH Wien)
- Ärztliche Betreuung: Walter Salzmann
- Akteure:

Lajos Adamik, Arrabal Antuñes, Sabine Aichhorn, Bahar Naghibi, Katharina Biber, Mario Casans-Lutzu, Barrington de Laroche, Thibault Delferiere, Michael Dewitt, Margit Doubek, Thomas Draschan, Nikolaus Edinger, Jenny Feldmann, Jelena Filipovic, Hanns Franken, Wolfgang Fröschl, Dieter Gerschler, Monika Giller, Elisabeth Graf, Maria Graff, Christian Hönisch, Christoph Haas, Ingo Hartmann, Hanna Hollmann, Clemens Hollmann, Jens Hunger, Michael Hüttler, Barbara Jansenberger, Rainer Juranek, Oliver Kartak, Ingeborg Kessler, Leonhard Kopp, Marcel Korenhof, Josef Krupitza, Kalina Kupczynska, Dario Lindes, Juan Carlos Lozano, Martin Luce, Hubert Lugauer, Mirek Macke, Michael Magerat, Stefan Maier, Katharina Marak, Esther Merz, Hanno Millesi, Alexandra Mitsche, Igor Orovac, Manuel Pernersdorfer, Roman Pfeffer, Martin Pflügler, Barbara Philipp, Wolfgang Philipp, Eberhard Plümpe, Oliver Prohaska, Anke Röhrscheid, Lionel Röhrscheid, Judith Schroffner, Laura Stadtegger, Ralf Schmitt, Macek Smoluk, Leopold Schuster, Veronika Schwegler, Petra Sperlhofer, Andreas Stasta, Hans Peter Stürzenbaum, Katrin Sturm, Martin Strasser, Annette Tesarek, Christina Tsilidis, Jasmin Wolfram, Rainer Waldhäusl, David Weiss, Klemens Wihlidal, Ludwig Wüst